# Théo Wynsdau
Théo Wynsdau ou Théodore Wynsdau, né le 8 janvier 1895 à Saint-Gilles et mort le 1er septembre 1951 à Lausanne est un coureur cycliste belge.

## Biographie
Il se classe cinquième du circuit des Champs de Bataille en 1919. Il participe à deux reprises au Tour de France et obtient son meilleur classement en 1920 avec une treizième place,,.
Au cours des années suivantes, il se concentre principalement sur le cyclisme sur piste, et les courses de six jours. En mars 1923, il participe aux six jours de New York avec son frère Henri comme partenaire. En juillet 1923, il prend le départ des six jours de Londres avec Marcel Buysse. Il se distingue également sur route en gagnant Paris-Longwy en 1924,,. Il est engagé par Joe Chapman pour venir courir comme stayer aux États-Unis pour la saison 1926. 
Après sa carrière de coureur, il devient entraîneur à moto dans des épreuves de demi-fond.
En 1931, il est l'entraineur de Frans Bonduel 3e de Bordeaux-Paris,.
En 1933, il est l'entraîneur de Charles Pélissier lors de sa victoire dans le Critérium des As.
En 1934, il entraine Maurice Seynaeve durant les championnats du monde de demi-fond.

## Palmarès
- 1922
  - Américaine de 100 km au Parc des Princes[14]
  - 3e des Six Jours de Bruxelles
  - 3e des Six Jours de Gand
- 1924
  - Paris-Longwy
  - Circuit d'Alençon[15]
- 1927
  - 3e des Six Jours de Détroit

## Résultats sur le Tour de France
2 participations
- 1920 : 13e - 2e des secondes classes (ou isolés)[4]
- 1925 : Abandon à la 8e étape